# Козявка малая
Козявка малая (лат. Galerucella pusilla) — вид жуков-листоедов, из подсемейства козявок.

## Распространение
Встречается в западном палеарктическом регионе от Каталонии до Монголии.

## Описание
Длина имаго 3-5 мм, цвет золотисто-коричневый. Яйца сферические, кремово-белые диаметром 1 мм.

## Экология и местообитания
Кормовое растение и имаго и личинки — дербенник иволистный, или плакун-трава (Lythrum salicaria).